# Клоповская
Клоповская — деревня в Вельском районе Архангельской области. Входит в состав муниципального образования «Низовское», имеет неофициальное местное название Мишино.

## География
Деревня расположена в 32 километрах на юг от города Вельск на левом берегу реки Вага. Ближайшие населённые пункты: на севере деревня Филинская, на юге деревня Крыловская, находящаяся в Верховажском районе Вологодской области.
Часовой пояс
Клоповская, как и вся Архангельская область, находится в часовой зоне МСК (московское время). Смещение применяемого времени относительно UTC составляет +3:00.

## Население
| 2002 | 2010 | 2012 | 2014 |
| ---- | ---- | ---- | ---- |
| 15   | ↘7   | ↗11  | ↘8   |

## История
В материалах оценочно-статистического исследования земель Вельского уезда упомянуто, что в 1900 году в административном отношении деревня входила в состав Низовского Нижнего сельского общества Верховской волости. На момент переписи в селении Клоповское находилось 30 хозяйств, в которых проживало 102 жителей мужского пола и 100 женского.

## Русская православная церковь
Часовня Тихвинской иконы Божией Матери — деревянная, обшитая тёсом, часовня, построенная в 1895 году. Основной объём представляет собой четверик, завершенный декоративным восьмериком под шатром, с притвором. В советское время не использовалась. Отремонтирована местными жителями в 2009-2010 годах.